# Natthaphong Ruengpanyawut
Natthaphong Ruengpanyawut (en tailandés: ณัฐพงษ์ เรืองปัญญาวุฒิ, RTGS : Natthaphong Rueangpanyawut) (Songkhla, 18 de mayo de 1987) es un ingeniero informático, empresario y político tailandés. Es líder del nuevo Partido del Pueblo (PP) sucesor de facto del Partido Avanzar (MFP) disuelto por el Tribunal Constitucional en agosto de 2024. Es diputado en la Cámara de Representantes de Tailandia desde mayo de 2023.  

## Biografía
Natthaphong nació el 18 de mayo de 1987 en Songkhla, Tailandia. Su apodo es Teng (en tailandés: เท้ง, RTGS: Theng ). Es el cuarto hijo del magnate inmobiliario Suchart Ruangpunyawut, presidente de la empresa inmobiliaria Chanuntorn Development Group. Las empresas de Suchart se dedican principalmente a la construcción de casas de lujo, casas adosadas y condominios en el entorno de Thonburi,  la zona moderna de Bangkok. Estudió secundaria en la Escuela Taweethapisek y se licenció en ingeniería informática en la Universidad de Chulalongkorn en Bangkok. Después de graduarse trabajó como ejecutivo en su empresa de servicios informáticos Absolute Management Solutions Co Ltd.

### Trayectoria política
Natthaphong fue responsable de la plataforma en línea del Partido Avanzar (MFP). 
Inició su carrera política al ser elegido miembro del Parlamento por el distrito 28 de Bangkok en las listas del Partido Avanzar (Move Forward, MFP). Más tarde, en las elecciones de 2023 se presentó como candidato a diputado en la lista del partido y ocupó el cargo de Vicesecretario General de Sistemas de Datos y Desarrollo Digital en el antiguo Partido Adelante. “Siempre quise contribuir a la sociedad desde que era joven. Pensé en dedicarme a la política y me hice miembro del Partido Futuro Adelante. En ese momento, el partido carecía de un representante de distrito, así que me presenté en el distrito de Bang Khae y gané con 170 votos. Como diputado preside el comité de la Cámara de Representantes responsable de la preparación y seguimiento del presupuesto.

#### Líder del Partido del Pueblo
En agosto de 2024 la corte constitucional de Tailandia sentenció la disolución del Partido Avanzar (Move Forward, MFP) que a pesar de haber logrado el mayor número de votos y diputados en 2023 con un programa de ruptura con la monarquía no pudo formar gobierno a causa de la oposición del bloque conservador. 
La propuesta de la reforma de la ley de lesa majestad que protege al rey a su familia provocó la disolución del partido y el destierro y prohibición de elegibilidad en política de 11 dirigentes durante diez años, entre el líder del Partido Avanzar, Pita Limjaroenrat a quien Natthaphong sucede al frente de un nuevo partido, Partido del Pueblo, según se anunció en agosto de 2024.  Sirikanya Tansakul, quien se desempeñó como líder adjunta del MFP, continuará como líder adjunta del nuevo partido, mientras que el ex director del MFP, Sarayut Jailak, se desempeñará como secretario general del nuevo partido.
"Fui nombrado para convertirme en el líder del partido. Nuestra misión es preparar un gobierno de cambio para las elecciones de 2027" anunció en la rueda de prensa para informar de los cambios.

## Referencicas
1. ↑  «เปิดประวัติน่าสนใจ ‘เท้ง-ณัฐพงษ์’ หัวหน้าพรรคคนใหม่ของดีเอ็นเอสีส้ม». Daily News. Daily News. Consultado el 9 de agosto de 2024.
2. ↑  «สะพัด "เท้ง ณัฐพงษ์" ผงาดนั่งหัวหน้าพรรคส้มคนใหม่ เคาะใช้ชื่อ "พรรคประชาชน"». Thairath. Thairath. Consultado el 9 de agosto de 2024.
3. ↑  «เปิดชื่อพรรค ‘ประชาชน’ สืบทอด ก้าวไกล ‘เท้ง’ นั่งหน. มี 1 ส.ส.กั๊ก ไม่ร่วม». Matichon. Matichon.
4. ↑  «Natthaphong Ruengpanyawut: The tech whiz leading new People's Party». nationthailand (en inglés estadounidense). 9 de agosto de 2024. Consultado el 9 de agosto de 2024.
5. ↑  «WHO IS NATTHAPHONG RUANGPANYAWUT, THE LEADER OF THE PEOPLE’S PARTY?». Khaosod English. 9 de agosto de 2024.
6. 1 2  «Who is Natthaphong Ruengpanyawut? The tech whiz leading Thailand’s new People’s Party». The Straits Times (en inglés). 9 de agosto de 2024. ISSN 0585-3923. Consultado el 9 de agosto de 2024.
7. ↑  «People’s Party sets sights on victory in 2027». Bangkok Post (en inglés). Consultado el 10 de agosto de 2024.
8. ↑  «Who is Natthaphong Ruangpanyawud, the leader of the People's Party?». 9 de agosto de 2024.
9. ↑  «Who is Natthaphong Ruengpanyawut? The tech whiz leading Thailand’s new People’s Party». The Straits Times (en inglés). 9 de agosto de 2024. ISSN 0585-3923. Consultado el 18 de agosto de 2024.
10. ↑  «El disuelto partido de oposición tailandesa revela un nuevo nombre y un nuevo jefe». RFI. 9 de agosto de 2024. Consultado el 18 de agosto de 2024.

- Datos: Q126923759